# مطبوعات الأكاديمية العربية للعلوم والتكنولوجيا والنقل البحري
هي المجلات والمطبوعات الرسمية التي تصدر عن الأكاديمية العربية للعلوم والتكنولوجيا والنقل البحري

## المجلة العلمية للأكاديمية العربية

غلاف المجلة العلمية.

هي مجلة نصف سنوية تصدر عن الأكاديمية وتنشر بها البحوث العلمية التي تم تقديمها للجنة المجلة وحصلت على الموافقة بالنشر
وجميع الابحاث المنشورة بها تم تحكيمها علميا وفقا لمعايير البحث العلمي والأكاديمي.
رئيس هيئة التحرير : د. رفعت رشاد
مدير التحرير : المستشار. فتحي محمد القبانى
ISSN 1110-5739
حالة النشر : ما زال

## فويس
(بالإنجليزية: Voice)‏ وهي مجلة دورية صدرت عن اتحاد طلاب الأكاديمية فرع القاهرة. وكانت باللغة الإنجليزية وبها أيضاً بعض الأقسام باللغة العربية.

شعار ڤويس.

نشأت فكرة عمل المجلة في عام 2005 علي يد طالبين بكلية الهندسة والتكنولوجيا، هم شريف عصام ونرمين زهران، ولكن لم توضع موضع التنفيذ حتي أكتوبر 2008.
ولكن صدر منها عددان مطبوعان فقط، وتم نشر الثالث على الإنترنت، ثم توقف إصدار المجلة منذ نهاية فبراير 2009. وذلك لتوقف الأكاديمية عن تمويل المجلة لعدم رضاها عن محتواها.
حالة النشر : متوقف

## أمواج

غلاف العدد الأول من أمواج

ثم قامت الأكاديمية بإنشاء مجلة أخرى باللغة العربية تحمل اسم أمواج، يشارك في تحريرها طلبة الأكاديمية من جميع فروعها، ويدير تحريرها مركز إعلامي أنشأته الأكاديمية تحت اسم «المركز العربي للإعلام» وترأسه الإعلامية الكبيرة د.درية شرف الدين.
تم إصدار العدد الأول من المجلة في يونيو 2009 في طبعة من 20,000 نسخة بغرض تغطية الشباب الجامعي بشكل عام ومن المتوقع أن تكون المجلة ربع سنوية.
حالة النشر : ما زال